# Honda Center
Honda Center (antigamente Arrowhead Pond of Anaheim, apelidado Honda Ponda, The Ponda Center ou simplesmente The Ponda) é uma arena multi-uso localizada na cidade norte-americana de Anaheim, California. Inaugurada em 1993, a arena oferece espaço para mais de 18 mil pessoas e é a casa do time profissional de hóquei no gelo Anaheim Ducks. Foi também sede do Anaheim Storm da NLL, que suspendeu suas atividades em 2005, e sede secundária do Los Angeles Clippers da NBA entre 1994 e 1999.
Originalmente chamada Anaheim Arena, foi terminada em 1993 custando 123 milhões de dólares. A Arrowhead Water pagou 15 milhões de dólares pelos direitos de nome por 10 anos em outubro de 1993. Mais tarde, a Honda adquiriu os direitos de nome da arena por 60 milhões de dólares por 15 anos, que mudou seu nome em outubro de 2006. A arena pode receber 17.600 pessoas em jogos de basquete, 17.174 pessoas em jogos de hóquei no gelo e 18.325 pessoas em concertos e outros eventos de entretenimento.

## Galeria
- Interior na configuração para basquetebol
- Interior na configuração para hóquei no gelo